# مهزلة شعبية (دراما)

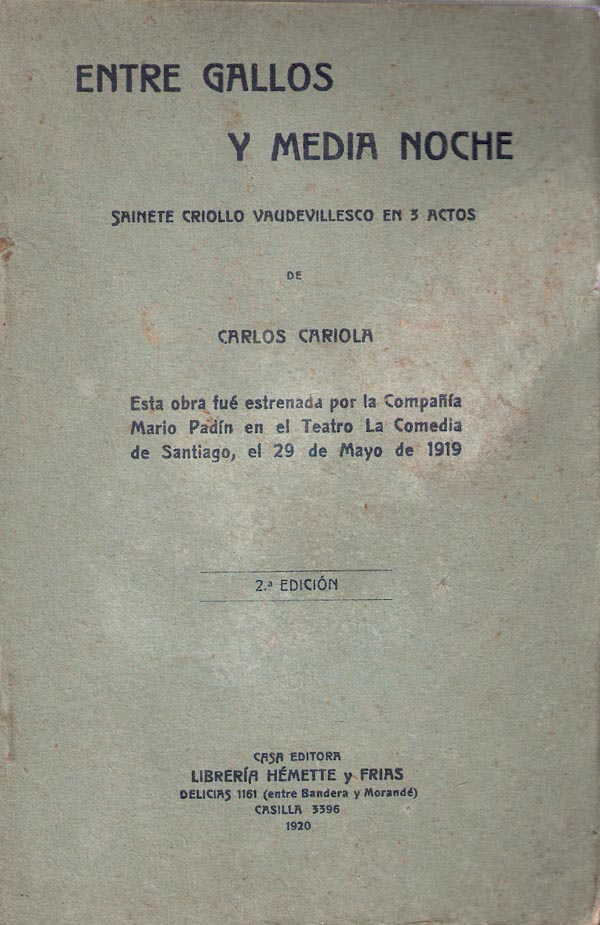

المهزلة الشعبية ذات الفصل الواحد (بالإسبانية: Sainete) هي مصطلح درامي يشير إلى قطعة درامية فكاهية ذات فترة زمنية قصيرة (أقل من فصل) وطابع وموضوع شعبي، يتم فيه السخرية من الرذائل والمسلَّمات الاجتماعية، تم اشتقاق هذا المصطلح من لفظ فاصل تمثيلي، سواء احتوى على أغاني أم لا. شهد أكبرعروضه في أعمال كل من لويس كينيونيس دي بينابينتي ورامون دي لا كروث في القرن الثامن عشر. وشأنه شأن الفواصل التمثيلية، كان يعرض في منتصف العمل المسرحي. وفي القرن التاسع عشر استرد وجوده مع كارلوس أرنيتشس، وظهر مرة أخرى بقوة في مجموعة مسرحيات النوع القصير وفي أغلبية الأوبريتات التي احتفظت بطريقة بناء هذه المهازل الشعبية.